# Comercio exterior entre Bolivia e Irán
El Comercio exterior entre Bolivia y Irán se define al comercio internacional que mantienen bilateralmente el Estado Plurinacional de Bolivia con la República Islámica de Irán en el intercambio de diferentes productos, bienes y servicios.
En la siguiente tabla se muestra la evolución histórica del comercio exterior entre Bolivia y Irán durante los diferentes años y las décadas.
| Año  | Exportaciones de Bolivia a Irán |
| 1969 | US$ 9.000 dólares               |
| 1970 | US$ 1.000 dólares               |
| 1974 | US$ 1.000 dólares               |
| 1975 | US$ 6.000 dólares               |
| 1976 | US$ 78.000 dólares              |
| 1997 | US$ 18.600 dólares              |
| 1998 | US$ 18.300 dólares              |
| 2009 | US$ 334.000 dólares             |
| 2010 | US$ 3.000.000 dólares           |
| 2011 | US$ 202.000 dólares             |
| 2012 | US$ 39.000 dólares              |
| 2016 | US$ 28.400 dólares              |